# Gran Premio motociclistico d'Italia 2012
Il Gran Premio motociclistico d'Italia 2012 è stato il nono Gran Premio della stagione 2012. Le gare si sono disputate il 15 luglio 2012 all'Autodromo Internazionale del Mugello. Nelle tre classi i vincitori sono stati: Jorge Lorenzo in MotoGP, Andrea Iannone in Moto2 e Maverick Viñales in Moto3.

## MotoGP
Karel Abraham non partecipa al Gran Premio per infortunio; non viene nominato alcun sostituto.

### Arrivati al traguardo
| Pos. | Nº | Pilota           | Squadra                 | Motocicletta       | Giri | Tempo     | Griglia | Punti |
| ---- | -- | ---------------- | ----------------------- | ------------------ | ---- | --------- | ------- | ----- |
| 1º   | 99 | Jorge Lorenzo    | Yamaha Factory Racing   | Yamaha YZR-M1      | 23   | 41:37.477 | 2       | 25    |
| 2º   | 26 | Daniel Pedrosa   | Repsol Honda            | Honda RC213V       | 23   | +5.223    | 1       | 20    |
| 3º   | 4  | Andrea Dovizioso | Monster Yamaha Tech 3   | Yamaha YZR-M1      | 23   | +10.665   | 7       | 16    |
| 4º   | 6  | Stefan Bradl     | LCR Honda               | Honda RC213V       | 23   | +10.711   | 8       | 13    |
| 5º   | 46 | Valentino Rossi  | Ducati Team             | Ducati Desmosedici | 23   | +11.695   | 10      | 11    |
| 6º   | 35 | Cal Crutchlow    | Monster Yamaha Tech 3   | Yamaha YZR-M1      | 23   | +12.060   | 6       | 10    |
| 7º   | 69 | Nicky Hayden     | Ducati Team             | Ducati Desmosedici | 23   | +12.235   | 4       | 9     |
| 8º   | 1  | Casey Stoner     | Repsol Honda            | Honda RC213V       | 23   | +30.617   | 5       | 8     |
| 9º   | 8  | Héctor Barberá   | Pramac Racing           | Ducati Desmosedici | 23   | +31.728   | 3       | 7     |
| 10º  | 19 | Álvaro Bautista  | San Carlo Honda Gresini | Honda RC213V       | 23   | +34.589   | 11      | 6     |
| 11º  | 11 | Ben Spies        | Yamaha Factory Racing   | Yamaha YZR-M1      | 23   | +57.862   | 9       | 5     |
| 12º  | 14 | Randy de Puniet  | Power Electronics Aspar | ART                | 23   | +59.963   | 13      | 4     |
| 13º  | 41 | Aleix Espargaró  | Power Electronics Aspar | ART                | 23   | +1:11.200 | 12      | 3     |
| 14º  | 77 | James Ellison    | Paul Bird Motorsport    | ART                | 23   | +1:11.458 | 16      | 2     |
| 15º  | 54 | Mattia Pasini    | Speed Master            | ART                | 23   | +1:11.828 | 17      | 1     |
| 16º  | 22 | Iván Silva       | Avintia Blusens         | BQR                | 22   | +1 giro   | 18      |       |

### Ritirati
| Nº | Pilota          | Squadra                   | Motocicletta | Giri | Griglia |
| -- | --------------- | ------------------------- | ------------ | ---- | ------- |
| 5  | Colin Edwards   | NGM Mobile Forward Racing | Suter        | 10   | 19      |
| 68 | Yonny Hernández | Avintia Blusens           | BQR          | 9    | 15      |
| 9  | Danilo Petrucci | Came IodaRacing Project   | Ioda         | 3    | 20      |

### Squalificato
| Nº | Pilota        | Squadra                 | Motocicletta | Griglia |
| -- | ------------- | ----------------------- | ------------ | ------- |
| 51 | Michele Pirro | San Carlo Honda Gresini | FTR          | 14      |

## Moto2
Alexander Lundh, infortunato, viene sostituito da Mike Di Meglio, mentre Massimo Roccoli viene chiamato a guidare la Bimota HB4 per il team Desguaces La Torre SAG.
Johann Zarco, qualificatosi in terza posizione, viene retrocesso di 15 posizioni sulla griglia di partenza come sanzione per una collisione con Pol Espargaró avvenuta durante la terza sessione di prove libere, e dunque parte dalla 18ª casella dello schieramento.
Nel Gran Premio di Francia Anthony West era risultato positivo a controlli antidoping, per tale motivo il 31 ottobre 2012 dopo il GP d'Australia è stata presa la decisione di annullare il risultato ottenuto in Francia e di squalificarlo per un mese, cosa che non gli ha permesso di partecipare all'ultima tappa del campionato 2012, a Valencia. In seguito, il 28 novembre 2013, vengono annullati tutti i suoi risultati ottenuti nei 17 mesi successivi al GP di Francia della stagione precedente, fra cui quello di questa gara.

### Arrivati al traguardo
| Pos. | Nº | Pilota              | Squadra                   | Motocicletta       | Giri | Tempo     | Griglia | Punti |
| ---- | -- | ------------------- | ------------------------- | ------------------ | ---- | --------- | ------- | ----- |
| 1º   | 29 | Andrea Iannone      | Speed Master              | Speed Up           | 21   | 39:52.523 | 3       | 25    |
| 2º   | 40 | Pol Espargaró       | Pons 40 HP Tuenti         | Kalex              | 21   | +0.090    | 1       | 20    |
| 3º   | 12 | Thomas Lüthi        | Interwetten-Paddock       | Suter MMX          | 21   | +0.897    | 5       | 16    |
| 4º   | 38 | Bradley Smith       | Tech 3 Racing             | Tech 3 Mistral 610 | 21   | +1.025    | 6       | 13    |
| 5º   | 93 | Marc Márquez        | Catalunya Caixa Repsol    | Suter MMX          | 21   | +3.796    | 2       | 11    |
| 6º   | 45 | Scott Redding       | Marc VDS Racing           | Kalex              | 21   | +3.911    | 7       | 10    |
| 7º   | 30 | Takaaki Nakagami    | Italtrans Racing          | Kalex              | 21   | +4.425    | 9       | 9     |
| 8º   | 77 | Dominique Aegerter  | Technomag-CIP             | Suter MMX          | 21   | +11.366   | 12      | 8     |
| 9º   | 71 | Claudio Corti       | Italtrans Racing          | Kalex              | 21   | +12.817   | 14      | 7     |
| 10º  | 5  | Johann Zarco        | JIR Moto2                 | Motobi             | 21   | +13.031   | 18      | 6     |
| 11º  | 36 | Mika Kallio         | Marc VDS Racing           | Kalex              | 21   | +13.129   | 22      | 5     |
| 12º  | 4  | Randy Krummenacher  | GP Team Switzerland       | Kalex              | 21   | +13.362   | 15      | 4     |
| 13º  | 18 | Nicolás Terol       | Mapfre Aspar              | Suter MMX          | 21   | +15.199   | 10      | 3     |
| 14º  | 60 | Julián Simón        | Blusens Avintia           | Suter MMX          | 21   | +17.238   | 19      | 2     |
| 15º  | 88 | Ricard Cardús       | Arguiñano Racing          | AJR                | 21   | +36.556   | 20      | 1     |
| 16º  | 14 | Ratthapark Wilairot | Thai Honda PTT Gresini    | Suter MMX          | 21   | +47.701   | 28      |       |
| 17º  | 72 | Yūki Takahashi      | NGM Mobile Forward Racing | FTR                | 21   | +51.966   | 13      |       |
| 18º  | 3  | Simone Corsi        | Came IodaRacing Project   | FTR                | 21   | +53.969   | 11      |       |
| 19º  | 8  | Gino Rea            | Federal Oil Gresini       | Suter MMX          | 21   | +54.654   | 25      |       |
| 20º  | 10 | Marco Colandrea     | SAG Team                  | FTR                | 21   | +1:08.279 | 30      |       |
| 21º  | 57 | Eric Granado        | JIR Moto2                 | Motobi             | 21   | +1:14.807 | 32      |       |
| 22º  | 63 | Mike Di Meglio      | Cresto Guide MZ Racing    | MZ-RE Honda        | 20   | +1 giro   | 16      |       |

### Ritirati
| Nº | Pilota               | Squadra                   | Motocicletta       | Giri | Griglia |
| -- | -------------------- | ------------------------- | ------------------ | ---- | ------- |
| 24 | Toni Elías           | Mapfre Aspar              | Suter MMX          | 14   | 23      |
| 44 | Roberto Rolfo        | Technomag-CIP             | Suter MMX          | 12   | 24      |
| 80 | Esteve Rabat         | Pons 40 HP Tuenti         | Kalex              | 10   | 8       |
| 55 | Massimo Roccoli      | Desguaces La Torre SAG    | Bimota HB4         | 8    | 31      |
| 49 | Axel Pons            | Pons 40 HP Tuenti         | Kalex              | 7    | 21      |
| 19 | Xavier Siméon        | Tech 3 Racing             | Tech 3 Mistral 610 | 7    | 26      |
| 82 | Elena Rosell         | QMMF Racing               | Moriwaki           | 6    | 33      |
| 22 | Alessandro Andreozzi | S/Master Speed Up         | Speed Up           | 5    | 29      |
| 15 | Alex De Angelis      | NGM Mobile Forward Racing | FTR                | 2    | 4       |
| 76 | Max Neukirchner      | Kiefer Racing             | Kalex              | 1    | 17      |

### Squalificato
| Nº | Pilota       | Squadra     | Motocicletta | Giri | Tempo   | Griglia |
| -- | ------------ | ----------- | ------------ | ---- | ------- | ------- |
| 95 | Anthony West | QMMF Racing | Speed Up     | 20   | +1 giro | 27      |

## Moto3
In questo Gran Premio corrono due wildcard, Kevin Calia e Michael Ruben Rinaldi, entrambi alla guida di una Honda, mentre Marcel Schrötter si separa dal team Mahindra Racing e viene sostituito da Riccardo Moretti.

### Arrivati al traguardo
| Pos. | Nº | Pilota                | Squadra                   | Motocicletta     | Giri | Tempo     | Griglia | Punti |
| ---- | -- | --------------------- | ------------------------- | ---------------- | ---- | --------- | ------- | ----- |
| 1º   | 25 | Maverick Viñales      | Blusens Avintia           | FTR M3 Honda     | 20   | 39:57.374 | 1       | 25    |
| 2º   | 5  | Romano Fenati         | Team Italia FMI           | FTR M3 Honda     | 20   | +0.020    | 8       | 20    |
| 3º   | 11 | Sandro Cortese        | Red Bull KTM Ajo          | KTM RC 250 GP    | 20   | +0.071    | 2       | 16    |
| 4º   | 27 | Niccolò Antonelli     | San Carlo Gresini         | FTR M3 Honda     | 20   | +5.788    | 6       | 13    |
| 5º   | 52 | Danny Kent            | Red Bull KTM Ajo          | KTM RC 250 GP    | 20   | +5.836    | 5       | 11    |
| 6º   | 7  | Efrén Vázquez         | JHK Laglisse              | FTR M3 Honda     | 20   | +5.860    | 4       | 10    |
| 7º   | 42 | Álex Rins             | Estrella Galicia 0,0      | Suter MMX3 Honda | 20   | +5.906    | 3       | 9     |
| 8º   | 84 | Jakub Kornfeil        | Redox-Ongetta-Centro Seta | FTR M3 Honda     | 20   | +18.195   | 13      | 8     |
| 9º   | 63 | Zulfahmi Khairuddin   | AirAsia-Sic-Ajo           | KTM RC 250 GP    | 20   | +19.232   | 7       | 7     |
| 10º  | 55 | Héctor Faubel         | Mapfre Aspar              | Kalex KTM        | 20   | +19.308   | 10      | 6     |
| 11º  | 31 | Niklas Ajo            | TT Motion Events Racing   | KTM RC 250 GP    | 20   | +35.855   | 28      | 5     |
| 12º  | 10 | Alexis Masbou         | Caretta Technology        | Honda NSF250R    | 20   | +35.872   | 17      | 4     |
| 13º  | 26 | Adrián Martín         | JHK Laglisse              | FTR M3 Honda     | 20   | +36.175   | 24      | 3     |
| 14º  | 74 | Kevin Calia           | Elle 2 Ciatti             | Honda NSF250R    | 20   | +36.195   | 15      | 2     |
| 15º  | 71 | Michael Ruben Rinaldi | Racing Team Gabrielli     | Honda NSF250R    | 20   | +36.270   | 20      | 1     |
| 16º  | 19 | Alessandro Tonucci    | Team Italia FMI           | FTR M3 Honda     | 20   | +36.285   | 19      |       |
| 17º  | 89 | Alan Techer           | Technomag-CIP-TSR         | TSR Honda        | 20   | +36.446   | 14      |       |
| 18º  | 9  | Toni Finsterbusch     | Cresto Guide MZ Racing    | Honda NSF250R    | 20   | +36.651   | 21      |       |
| 19º  | 32 | Isaac Viñales         | Ongetta-Centro Seta       | FTR M3 Honda     | 20   | +51.252   | 23      |       |
| 20º  | 99 | Danny Webb            | Mahindra Racing           | Mahindra MGP3O   | 20   | +57.030   | 32      |       |
| 21º  | 8  | Jack Miller           | Caretta Technology        | Honda NSF250R    | 20   | +57.136   | 25      |       |
| 22º  | 15 | Simone Grotzkyj       | Ambrogio Next Racing      | Suter MMX3 Honda | 20   | +57.148   | 27      |       |
| 23º  | 30 | Giulian Pedone        | Ambrogio Next Racing      | Suter MMX3 Honda | 20   | +57.151   | 22      |       |
| 24º  | 41 | Brad Binder           | RW Racing GP              | Kalex KTM        | 20   | +1:07.228 | 18      |       |
| 25º  | 51 | Kenta Fujii           | Technomag-CIP-TSR         | TSR Honda        | 20   | +1:23.679 | 35      |       |
| 26º  | 21 | Iván Moreno           | Andalucia JHK Laglisse    | FTR M3 Honda     | 20   | +1:31.341 | 30      |       |
| 27º  | 3  | Luigi Morciano        | Ioda Team Italia          | Ioda             | 20   | +1:55.845 | 34      |       |

### Ritirati
| Nº | Pilota           | Squadra              | Motocicletta     | Giri | Griglia |
| -- | ---------------- | -------------------- | ---------------- | ---- | ------- |
| 44 | Miguel Oliveira  | Estrella Galicia 0,0 | Suter MMX3 Honda | 12   | 16      |
| 53 | Jasper Iwema     | Moto FGR             | FGR Honda        | 8    | 31      |
| 94 | Jonas Folger     | IodaRacing Project   | Ioda             | 6    | 26      |
| 61 | Arthur Sissis    | Red Bull KTM Ajo     | KTM RC 250 GP    | 4    | 29      |
| 23 | Alberto Moncayo  | Mapfre Aspar         | Kalex KTM        | 3    | 12      |
| 39 | Luis Salom       | RW Racing GP         | Kalex KTM        | 3    | 9       |
| 96 | Louis Rossi      | Racing Team Germany  | FTR M3 Honda     | 1    | 11      |
| 20 | Riccardo Moretti | Mahindra Racing      | Mahindra MGP3O   | 0    | 33      |